# Storia della Baviera

Bandiera di Stato.

La ricca storia della Baviera si estende su un arco lunghissimo di secoli a partire dagli antichi insediamenti paleolitici, passando attraverso la Rezia romana, il primo ducato franco (VI secolo), l'inclusione nel Sacro Romano Impero sotto la dinastia dei Wittelsbach e il regno indipendente nell'Ottocento, fino a giungere all'attuale assetto statale all'interno della Repubblica Federale di Germania

## L'antichità e la dominazione romana
In Baviera sono stati rinvenuti molti reperti risalenti al Paleolitico.
I primi abitanti menzionati nei documenti scritti furono genti, probabilmente Celti, appartenenti alla Cultura di La Tène; fra le tribù celtiche ricordiamo i Vindelici e i Boi. A quest'epoca risale il noto Oppidum di Manching, insediamento celtico in cui vivevano circa 5.000-10.000 persone.  
Successivamente i Romani riuscirono a sottomettere nel I secolo d.C., fondandovi una colonia e annettendo il territorio alle province romane confinanti di Raetia e Norico. Fungeva da punto di controllo dell'intera regione l'accampamento di Castra Regina, che nel Medioevo sarà ribattezzata Ratisbona ("Regensburg" in tedesco).

## L'arrivo dei Bavari
L'ipotesi più accreditata sull'origine del nome Baviera fa derivare il nome Bai(o)arii da Bai(a)haim ("Boiohaeum" in latino), che si pensa indichi la terra dell'antica popolazione dei Galli Boi e dell'odierna Boemia. La lettera "v" potrebbe venire da una variante dell'antico germanico, ricostruita come *baio-warioz.
Nel V secolo in Baviera si trova una popolazione germanica, i Baiuvari o Baiovarii o Bavari, che vengono nominati per la prima volta dai Franchi (senza indicazione territoriale), in un elenco di popolazioni con cui erano venuti in contatto nel 520 circa. Nella Storia dei Goti del 551, lo storico Giordane menziona incidentalmente i Bavari (chiamati Baibari), dando per primo la loro collocazione geografica (Nam regio illa Suavorum ab oriente Baibaros habet = Infatti quella regione degli Svevi ha ad oriente i Bavari).
Non abbiamo certezza della collocazione precedente di questo popolo. I ritrovamenti archeologici testimoniano l'arrivo di ondate di popolazioni germaniche, che in parte si fusero al preesistente substrato celtico (e in piccola misura latino). È possibile che il nome dei popoli celtici locali o dei popoli celtici stanziati in Boemia sia passato a indicare il nuovo popolo formatosi dalla fusione di molteplici elementi (etnogenesi).

## Il Ducato di Baviera

### Gli Agilolfingi
Le fonti che ci permettono di ricostruire la storia della Baviera durante l'alto medioevo sono assai frammentarie e si riferiscono a una situazione politica in continua evoluzione. Inoltre, i Bavari erano alleati dei Longobardi, con i quali intercorrevano stretti legami dinastici, tanto che ben otto re longobardi nel VII secolo appartenevano alla dinastia Bavarese.
Gli Excerpta Altahensia BAVARIA riportano il nome di un Theodo dux Baioariae, che sarebbe morto nel 514, lasciando il titolo al figlio Theodo (II), che, secondo gli Annales Ducum Bavariae avrebbe sconfitto i "Romani" nel 520.
Il primo duca di Baviera di cui abbiamo notizia sicura ed esaustiva - e forse il primo in assoluto - fu Garibaldo I, duca dal 555 al 591, la cui figlia Teodelinda o Teodolinda sposò nel 589 il re longobardo Autari o Autarico, diventando perciò regina dei Longobardi. Il titolo di "duca" (a quel tempo dux, in futuro Herzog) non fu usato in modo omogeneo: lo stesso Garibaldo, in modo irregolare, e alcuni dei suoi successori furono chiamati "re", e non solo di Baviera. Con lui (o con Theodo I) ebbe inizio la dinastia degli Agilolfingi.
Durante l'alto Medioevo, l'estensione territoriale della Baviera subì fortissime oscillazioni sia di confini che di status giuridico. Nel 725 Carlo Martello sconfisse Grimoaldo, portando il ducato di Baviera nell'orbita del dominio franco. Ciò fu assicurato in principio da un matrimonio alquanto sbrigativo (in seconde nozze) tra lo stesso Carlo Martello e Swanachilde di Baviera, parente stretta del duca sconfitto.
La politica dei legami matrimoniali continuò: Tassilone III, che sarebbe stato l'ultimo degli Agilolfingi, era figlio di Iltrude, figlia di primo letto dello stesso Carlo Martello. Ciò non gli impedì di tentare di liberarsi del vassallaggio verso i Franchi. Nel 788 Carlo Magno entrò in Baviera e sconfisse Tassilone, deponendolo, arrestandolo e annettendo la Baviera come parte integrante del suo impero, senza più il rango di ducato.

### Il ducato entro l'impero carolingio e il Sacro Romano Impero
Carlo Magno e i suoi successori tennero sotto controllo stretto la Baviera. Ludovico il Pio la assegnò al figlio Ludovico il Germanico, che assunse il titolo di Re di Baviera. I rapporti di parentela non impedirono a Ludovico di muovere guerra, in diverse occasioni, al padre e ai fratelli, pur con temporanee riappacificazioni. Alla morte del padre, diventò imperatore della sezione orientale del Sacro Romano Impero, come Ludovico II.
Nell'861 il figlio maggiore di Ludovico II, Carlomanno di Baviera, si ribellò al padre, ottenendo il titolo di Re di Baviera. Alla morte del padre, ottenne anche il titolo di Re dei Franchi Orientali, ma questo titolo fu puramente onorifico. I confini della Baviera erano limitati a nord dalle terre del fratello Ludovico III, che governava anche sulla Franconia, oggi compresa nei confini del Land della Baviera; a ovest dalle terre di un altro suo fratello, Carlo il Grosso, le cui terre comprendevano, tra l'altro, la Svevia.
Alla morte di Carlomanno, nell'880, anche la Carinzia si distaccò dalla Baviera, con Arnolfo di Carinzia.

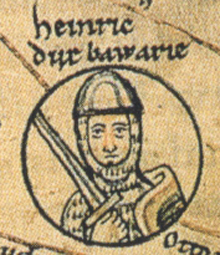
Enrico I duca di Baviera

La massima espansione si ebbe nel X secolo. Dal 907 la Carinzia fu nuovamente unita alla Baviera. La sconfitta subita da Berengario II nel 951 portò anche la Marca di Verona sotto il dominio bavarese. Alla morte di Enrico I di Baviera, i territori sottoposti al duca di Baviera (il cui titolo, pur con qualche oscillazione, tendeva a ritornare a dux) si estendevano verso sud fino a Verona e verso oriente fino a Trieste e all'area di Vienna.

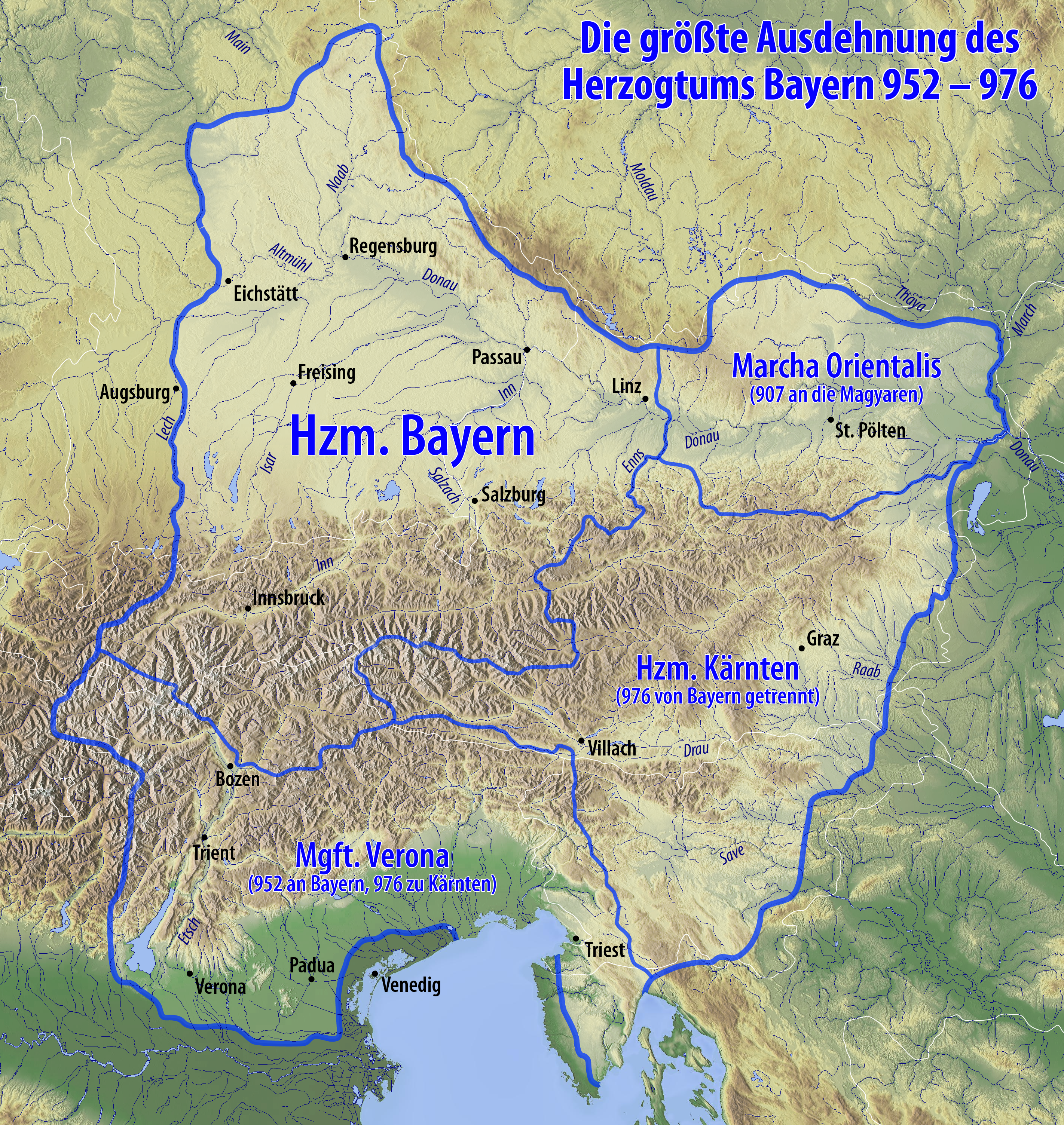
Massima espansione territoriale del ducato di Baviera (952-976)

Nel 976 la sconfitta di suo figlio, il duca Enrico II, riportò il Ducato di Baviera ai confini di settant'anni prima, ripristinando l'autonomia del ducato di Carinzia e ponendo sotto il controllo di questo anche la Marca di Verona.
Nel 1070 l'imperatore Enrico IV insediò come duca di Baviera Guelfo d'Este. Iniziò così una nuova dinastia di duchi, la dinastia Guelfa, che, con due parentesi, durò per circa un secolo, fino alla deposizione del duca Enrico XII detto Enrico il Leone (1180) ad opera di Federico Barbarossa.

### I Wittelsbach
Nel 1180, con il duca Ottone I, ebbe inizio la dinastia Wittelsbach, che governò la Baviera fino al 1918.

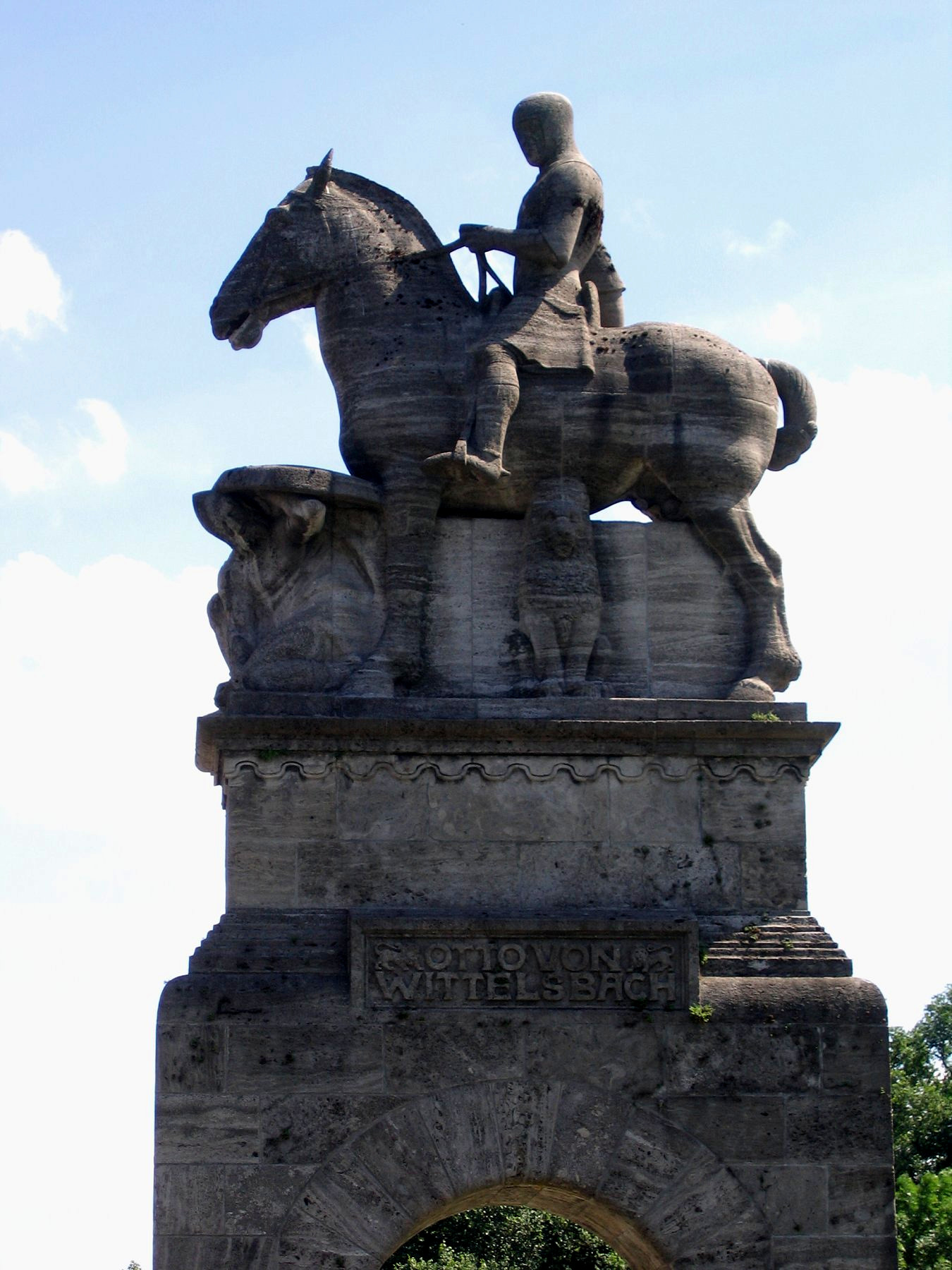
Statua equestre dedicata nel 1905 a Ottone I, Monaco

Per ragioni ereditarie, il ducato di Baviera fu diviso in due ducati distinti dal 1253 al 1503 (con una breve riunificazione dal 1340 al 1349). Nel 1506 il duca Alberto IV stabilì che la successione avrebbe seguito la regola della primogenitura. La città di Monaco, già capitale della Baviera Superiore dal 1255, fu confermata capitale del nuovo ducato riunificato.
Per una lista dettagliata dei vari duchi, si veda la voce "Sovrani di Baviera".

## L'Elettorato di Baviera
La fase iniziale della guerra dei trent'anni, la fase boemo-palatina (1618-1625), vide il duca di Baviera Massimiliano I a capo della Lega cattolica, che, con l'appoggio della Spagna, sconfisse Federico V. Dal 1623 il duca di Baviera acquistò il nuovo titolo di Principe elettore (in tedesco Kurfürst).
| Massimiliano I (1623-1651)                                                 |
| Ferdinando Maria (1651-1679)                                               |
| Massimiliano II Emanuele (1679-1726)                                       |
| Carlo Alberto (1726-1745)                                                  |
| Massimiliano Giuseppe (1745-1777)                                          |
| Carlo Teodoro (1777-1799)                                                  |
| Massimiliano IV Giuseppe (1799-1805, re Massimiliano I Giuseppe 1806-1825) |

Dopo la pace di Vestfalia, la Baviera si delineò come l'alternativa cattolica agli Asburgo, i quali venivano ormai ritenuti troppo potenti e troppo importanti nel quadro "mondiale". La Francia, nuovo difensore della fede, non volendo schierarsi ufficialmente contro l'Austria, favorì in tutti i modi possibili la Baviera in funzione anti-austriaca; e il Principe Elettore Massimiliano II Emanuele si schierò a fianco della Francia nella guerra di successione spagnola.
Nel corso del Settecento la Baviera fu occupata due volte dall'Austria: la prima dal 1704 al 1714 (occupazione militare congiunta da parte di truppe austriache e del Palatinato); la seconda tra il 1742 e il 1745. La pace di Füssen, firmata il 22 aprile 1745 da Massimiliano Giuseppe, appena salito al trono, segnò un punto fermo nella storia della Baviera: da un lato venivano abbandonate tutte le pretese sulla vicina Boemia e veniva appoggiata l'aspirazione dell'Austria al titolo imperiale nonché la Prammatica Sanzione; dall'altro, l'Austria abbandonava definitivamente l'occupazione militare della Baviera, rinunciando anche a qualsiasi risarcimento di guerra.
Il Principe Massimiliano Giuseppe fu un sovrano illuminato e pacifico. Morì alla fine del 1777 senza lasciare eredi. Si estingueva così il ramo bavarese della famiglia Wittelsbach.
L'elettore palatino Carlo Teodoro, già principe del Palatinato, che apparteneva a un altro ramo della stessa famiglia, fu riconosciuto come suo successore. Ciò portò alla riunificazione - dopo oltre quattro secoli - della Baviera con il Palatinato. L'imperatore Giuseppe II inizialmente si oppose e diede il suo assenso, dopo una piccola guerra, solo nel 1779, con il Trattato di Teschen, al quale parteciparono anche la Russia e la Francia; un piccolo lembo di territorio a est del fiume Inn, vicino a Passavia, il cosiddetto Innviertel, dovette essere ceduto all'Austria, ma la legittimità della successione e la fusione di Baviera e Palatinato furono riconosciute universalmente.

## Dalla Rivoluzione Francese al congresso di Vienna
Gli sforzi di Carlo Teodoro di mantenersi neutrale durante la Rivoluzione francese furono frustrati miseramente quando, nel 1795, le truppe francesi invasero il Palatinato; nel 1796 il generale Moreau si spinse temporaneamente fino al fiume Isar, il fiume di Monaco. Carlo Teodoro a questo punto si affidò totalmente al soccorso del vecchio avversario, l'impero asburgico.
Nel 1799 Carlo Teodoro moriva senza eredi diretti; gli succedeva Massimiliano Giuseppe con il titolo di principe Massimiliano IV Giuseppe. Benché proprio lui fosse destinato a fregiarsi, qualche anno dopo, del titolo di primo re di Baviera, gli inizi furono veramente difficili. Mentre Napoleone vinceva in Italia, Moreau irrompeva in Baviera e il 3 dicembre 1800 sconfiggeva le truppe austro-bavaresi a Hohenlinden, una trentina di km a est di Monaco.
Pochi giorni dopo, a Natale del 1800, veniva firmato l'armistizio tra francesi e austriaci. Il 9 febbraio dell'anno seguente veniva firmato il Trattato di Lunéville, che, tra le altre cose, toglieva alla Baviera, come ad altri principati germanici, i territori posti sulla riva sinistra del Reno - nella fattispecie il Palatinato occidentale.
Tra le conseguenze del Trattato di Lunéville ci fu una storica decisione della Dieta perpetua del Sacro Romano Impero, la Reichsdeputationshauptschluss del 25 febbraio 1803, deliberata a Ratisbona, che ebbe grandi conseguenze per tutti i principati tedeschi. Per la Baviera, essa portò cessioni e acquisizioni territoriali, con una prevalenza delle seconde.
La politica francese tendeva a favorire la Baviera e altri stati minori in funzione anti-austriaca. Non è strano, quindi, che, quando nel 1805 si formò la terza coalizione antinapoleonica, la Baviera si trovi dalla parte di Napoleone. Il 25 settembre Massimiliano Giuseppe concede all'esercito napoleonico il libero transito attraverso la Baviera e altre forme di aiuto. Il 16 ottobre ha inizio la battaglia di Ulma, poco distante dal confine occidentale della Baviera, che si conclude tre giorni dopo con la schiacciante vittoria di Napoleone. L'esercito francese avanza verso est, raggiunge Vienna e trionfa nuovamente a Austerlitz il 2 dicembre.
Accade così che, quando viene firmata la pace il 26 dicembre sempre del 1805, a Bratislava (Pace di Presburgo), la Baviera si trova dalla parte dei vincitori. Vari territori, tra cui la Franconia, il Vorarlberg  e il Tirolo, incluso il Trentino, vengono ceduti alla Baviera e quest'ultima viene elevata al rango di regno. (Peraltro, la Baviera dovette anche cedere alcuni territori, come la città di Würzburg, ottenuta appena due anni prima.)
Massimiliano Giuseppe assume il titolo di re Massimiliano I Giuseppe dal 1º gennaio 1806.
Intanto, i principi della Rivoluzione Francese si facevano strada anche nella legislazione bavarese e in particolare nella Costituzione promulgata il 1º maggio 1808. Le riforme che culminarono nella suddetta costituzione garantirono l'affermazione di principi di uguaglianza e di libertà, ma contenevano anche norme anticlericali. Queste, insieme alla coscrizione obbligatoria, furono particolarmente avversate nel Tirolo e suscitarono una sollevazione popolare.
Nel 1809 la Baviera si trovò di nuovo a combattere al fianco della Francia contro l'Austria - nonché contro gli insorti tirolesi, capeggiati da Andreas Hofer. Gli insorti tirolesi ebbero inizialmente dei successi importanti, ma i francesi sconfissero pesantemente gli austriaci a Wagram, alle porte di Vienna. L'Austria dovette cedere Salisburgo alla Baviera. L'anno seguente, Andreas Hofer fu fucilato a Mantova. Nel 1810 (Trattato di Parigi) ci furono altri aggiustamenti territoriali: il Trentino passava all'Italia, Ratisbona, Bayreuth e altri territori alla Baviera.
Nel 1812, con la campagna di Russia, la superiorità napoleonica viene rovesciata e anche le sorti dei suoi alleati bavaresi vacillano. L'8 ottobre 1813 il regno di Baviera abbandona l'alleanza con Napoleone, firmando il Trattato di Ried con l'Austria. Solo pochi giorni dopo, Napoleone viene duramente sconfitto a Lipsia, e tuttavia riesce ancora a vincere a Hanau, sulla via del ritorno verso la Francia.
Al Congresso di Vienna (1815) la Baviera fu obbligata a restituire all'Austria quasi tutti i territori acquisiti a spese di questa: Tirolo, Vorarlberg, Salisburgo, eccetera. In compenso, riebbe Würzburg e gran parte del Palatinato, mentre altre acquisizioni furono confermate (le città libere di Norimberga, Augusta; i principati vescovili di Passavia, Eichstätt ecc.; il principato di Bayreuth; e altri territori minori).